# Tuffi ai XVII Giochi asiatici - Trampolino 1 metro maschile
La competizione dei tuffi dal trampolino 1 metro maschile dei XVII Giochi asiatici si è disputata il 1º ottobre 2014 presso il Centro Acquatico Munhak Park Tae-hwan, di Incheon, in Corea del Sud.  La gara si è svolta in unico turno nel quale gli atleti hanno eseguito una serie di sei tuffi.

## Programma
| Data            | Ora (UTC+9) | Turno  |
| --------------- | ----------- | ------ |
| 1º ottobre 2014 | 20:50       | Finale |

## Risultati
| Class   | Atleta                 | Nazione       | Tuffi | Tuffi | Tuffi | Tuffi | Tuffi | Tuffi | Totale |
| Class   | Atleta                 | Nazione       | 1     | 2     | 3     | 4     | 5     | 6     | Totale |
| ------- | ---------------------- | ------------- | ----- | ----- | ----- | ----- | ----- | ----- | ------ |
| Oro     | He Chao                | Cina          | 65.00 | 69.00 | 83.20 | 79.90 | 84.15 | 81.60 | 462.85 |
| Argento | He Chong               | Cina          | 66.30 | 72.00 | 67.50 | 79.20 | 81.60 | 76.50 | 443.10 |
| Bronzo  | Woo Ha-ram             | Corea del Sud | 71.30 | 70.50 | 67.20 | 67.50 | 58.50 | 75.00 | 410.00 |
| 4       | Shō Sakai              | Giappone      | 62.40 | 54.00 | 70.50 | 55.20 | 62.40 | 67.20 | 371.70 |
| 5       | Ooi Tze Liang          | Malaysia      | 59.80 | 33.00 | 48.00 | 70.50 | 67.20 | 78.20 | 356.70 |
| 6       | Ahmad Amsyar Azman     | Malaysia      | 59.80 | 60.45 | 72.00 | 30.00 | 72.00 | 58.50 | 352.75 |
| 7       | Kim Yeong-nam          | Corea del Sud | 64.50 | 69.30 | 72.00 | 62.40 | 0.00  | 51.15 | 319.35 |
| 8       | Timothy Lee            | Singapore     | 52.80 | 54.60 | 58.90 | 39.10 | 45.60 | 42.90 | 293.90 |
| 9       | Abdulrahman Abbas      | Kuwait        | 48.05 | 34.50 | 48.00 | 46.50 | 54.60 | 54.60 | 286.25 |
| 10      | Mohammed Shewaiter     | Qatar         | 55.80 | 44.20 | 46.50 | 60.00 | 32.40 | 44.55 | 283.45 |
| 11      | Shady Salah Abdelhamid | Qatar         | 49.40 | 48.00 | 43.75 | 46.80 | 52.50 | 40.50 | 280.95 |
| 12      | Hasan Qali             | Kuwait        | 55.90 | 32.55 | 54.00 | 37.70 | 49.50 | 27.00 | 256.65 |